# Zadunayevski
Zadunayevski (del ruso: Задунаевский) es un jútor del raión de Shovgenovski en la república de Adiguesia de Rusia. Está situado en la orilla izquierda del río Ulka, 8 km al oeste de Jakurinojabl y 40 km al nordeste de Maikop, la capital de la república. Tenía 38 habitantes en 2010.
Pertenece al municipio Zarióvskoye.